# Шотландские уставы
Шотландские уставы — термин, относящийся к практике различных дополнительных масонских степеней, которые появились во французском масонстве в середине восемнадцатого века. Эти степени стали называться «шотландскими», и были собраны в конце 18 века в отдельные масонские уставы.

## Термин«шотландский»во французском масонском словаре
В одном парижском документе, датированном 11 декабря 1743 года, обнаружены первые следы слова «шотландский» для обозначения ритуальной масонской практики. Это текст, в котором Великая ложа Франции осуждает то, что представляется как новшество:
Узнав недавно, что некоторые братья приходят в звании шотландского мастера и выставляют претензии в некоторых ложах о больших правах и привилегиях …
В 1744 году публикуется работа под названием «Разоблачённый орден вольных каменщиков», в которой аббат Перэ пишет:

[…] Среди масонов поднялся шум относительно некоего ордена, который они именуют шотландским, и который ставит себя выше обычных масонов, и у которого имеются свои особенные обряды и тайны.

Исследователи не пришли к единому мнению относительно того, какой градус мог скрываться во Франции за названием «шотландский». Возможно, речь шла о градусе «Шотландский мастер», который появился чуть раньше в некоторых английских ложах, или, возможно, о градусе под названием «Шотландец Трёх J», или о так называемом градусе «свода», похожем на английский градус Королевской Арки, чья легенда рассказывает о таинственном слове, сокрытом в фундаменте Храма Соломона.
Некоторые историки считают, что эти степени появились вследствие влияния беженцев — шотландских якобитов.
Во второй половине восемнадцатого века тенденция создания новых «высших градусов» сохранилась, особенно во Франции, при этом в градусы привносились эзотерика и алхимия, которые раньше в них не встречались. Появилось множество новых градусов, которые в то время вдохновлялись довольно ограниченным количеством тем, и их появление привело, в конце восемнадцатого и начале девятнадцатого века, к созданию основных масонских уставов, когда различные наборы степеней были сгруппированы в последовательные системы, чтобы сделать градусы логичными и связными.
Во Франции, в течение девятнадцатого века, термин «Шотландский устав» в повседневной масонской речи обозначал — что несколько неточно — все мастерские Верховного совета Франции, который практиковал Древний и принятый шотландский устав, в отличие от Великого востока Франции, который практиковал почти исключительно Французский устав.

## Известные шотландские уставы
- Исправленный шотландский устав (ИШУ) — основан в Лионе в 1782 году, он опирается на традиции христианской эзотерики и был систематизирован Жан-Батистом Виллермозом[4].
- Древний и принятый шотландский устав (ДПШУ) — основан в 1801 году в Чарльстоне (США), и происходит от Устава королевской тайны, который был разработан Этьенном Мореном в Вест-Индии, в 1765 году и распространён Генри Эндрю Френкеном, который привёз оформившийся устав в Северную Америку и распространил его там. Сегодня, безусловно, это одна из самых распространённых систем высших масонских степеней, которая практикуется по всему миру. При этом, его первые три градуса, написанные позже и опубликованные в 1820 году[5], гораздо менее известны за пределами континентальной Европы.
- Стандартный шотландский устав — основной ритуал Великой ложи Шотландии, также практикуется в ВНЛФ, ВТСЛО и ложе Моцарт (ВЛГИзраиля)[6]. Также практикуется в Великом галльском приорате под названием «Шотландский устав». Он не содержит высших градусов, которые были созданы во Франции в восемнадцатом веке.
- Шотландский устав 1962 года — основан в Бельгии, в 1962 году. Этот устав появился в результате раскола, связанного с неприятием иерархической структуры Верховного совета ДПШУ Бельгии[7].
- Изначальный шотландский устав. Согласно эзотерику Роберу Амбелену, который утверждал, что пробудил этот устав в 1985 году. Сам устав практиковался во Франции, в Сен-Жермен-ан-Ле, начиная с 1688 года, а затем был передан через ложу «Святого Иоанна шотландского в Марселе»[8][9].